# Сечня
Сечня (укр. Січня) — река в Яворовском районе Львовской области Украины. Левый приток реки Вишня (бассейн Вислы).
Длина реки 25 км, площадь бассейна 247 км². Уклон реки 3,4 м/км. Русло слабоизвилистое, дно преимущественно илистое. Есть пруды (самый большой расположен около села Крукеничи).
Берёт начало в лесу на северо-востоке от села Верховцы на северных склонах Главного европейского водораздела. Течёт в пределах Санско-Днестровской водораздельной равнины сначала на северо-восток, в селе Крукеничи поворачивает на северо-запад, затем на север. Впадает в Вишню на северо-восточной окраине села Годыни.
Наибольшие притоки — Трощанка (левый), Секоница (правый).
На реке расположен город Мостиска, что неудовлетворительно сказывается на её экологическом состоянии.